# Боровой, Александр Александрович
Александр Александрович Боровой — советский хозяйственный, государственный и политический деятель, гидростроитель. Племянник Алексея Борового.

## Биография
Родился в 1912 году в Москве. Член КПСС.
С 1936 года — на хозяйственной, общественной и политической работе. В 1936—1985 гг. — инженер управления канала Волга—
Дон по строительству новых москворецких мостов и набережных, ведущий инженер-гидротехник в Экспедиции подводных работ особого назначения, главный гидротехник энергетического отдела в институте «Гипроавиапром» НКАП СССР, начальник сектора в институте «Промэнергопроект»,
начальник отдела научных исследований на восстановлении Днепровской ГЭС им. В. И. Ленина, главный инженер управления работ УС «Днепрострой», главный инженер и начальник управления «Главэнергопроект», заместитель председателя технического совета Министерства энергетики СССР, главный инженер института «Гидроэнергопроект», начальник Технического управления по строительству и проектированию (Главтехстройпроекта), главный редактор журнала «Гидротехническое строительство», заместитель председателя Госстроя СССР.
Лауреат премии Совета Министров СССР за участие в проектировании и строительстве Чарвакской ГЭС.
Умер в Москве до 2003 года.